# Hans Kirschstein
Hans Kirschstein (* 5. August 1896 in Koblenz; † 17. Juli 1918 durch Absturz bei Fismes, Frankreich) war Offizier der Fliegertruppe und erzielte 27 bestätigte Abschüsse im Ersten Weltkrieg.

## Leben und Kriegsdienst

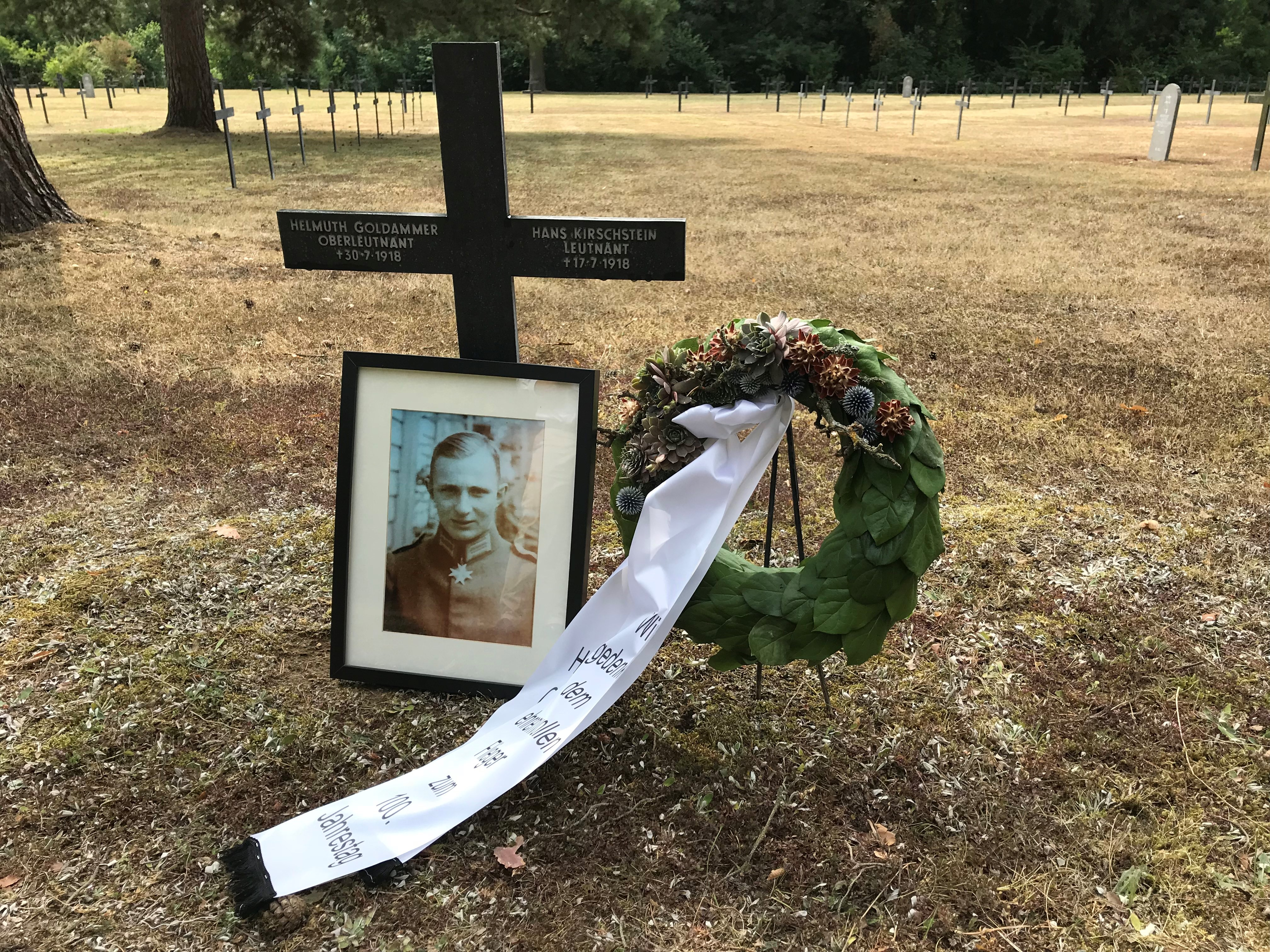
Grab von Hans Kirschstein auf dem deutschen Soldatenfriedhof Laon-Bousson

Kirschstein wurde 1896 als Sohn des preußischen Verwaltungsjurist Paul Kirschstein geboren. Nach dem Schulbesuch in Gummersbach besuchte er von Herbst 1907 bis 1914 das Realgymnasium in Berlin-Lichterfelde.
Am 12. August 1914 trat er in das Pionier-Bataillon Nr. 3, von Rauch, in Spandau ein. Dies führte ihn zu Brückenbauarbeiten in Kastell und Bieberich und im Mai 1915 nach Polen. Im Herbst 1915 erfolgte die Abkommandierung zum Offizierskursus in Spandau. Von November 1915 bis April 1916 beteiligte er sich in Galizien an der Strypa hauptsächlich am Bau von Unterständen. Danach erkrankte er schwer an Malaria und wurde in den Lazaretten in Bousiers und Dresden erfolgreich behandelt. Im August 1916 rückte er mit seinen Pionieren nach Flandern und im Dezember nach Galizien vor.  Im April 1917 ging er an die Westfront nach Elsass-Lothringen und Arras. Ab 1916 bemühte er sich zu den Fliegern zu kommen, 1917 erreichte er sein Ziel und kam zuerst kurz nach Straßburg, dann nach Braunschweig. Die ersten Flüge absolvierte er in Bork bei Potsdam in der Fliegerschule von Hans Grade. Im August 1917 wurde er an die Front entlassen und kam zur Fliegerabteilung 19. Dort erhielt er das Eiserne Kreuz I. Im September 1917 befand er sich aufgrund eines Absturzes für 3 Wochen im Lazarett in Gent. Ohne Erlaubnis des Abteilungsführers unternahm er während dieser Zeit einen Flug nach England und bombardierte Dover. In Tiefflügen flog er über Ypern im Alleingang Angriffe auf gegnerische Truppen in den Gräben. Nach erfolgreichen Luftkämpfen erhielt er das Feldpilotenabzeichen. Im Dezember 1917 wurde Kirschstein zur Fliegerabteilung 256 (Artillerie) und kurz darauf zur Fliegerabteilung 13 versetzt und am 13. März 1918 zum 1. Jagdgeschwader „von Richthofen“, Jagdstaffel 6. Am 24. Juni 1918 wurde ihm die Tapferkeitsauszeichnung Pour le Mérite verliehen.

## Tod
Am 17. Juli 1918 stürzte sein Flugzeug aus unbekannten Gründen bei einem Überlandflug ab.
Das Flugzeug, ein Hannover CL III (Doppelsitzer), wurde von einem neuen Staffelkameraden, Leutnant Johannes Markgraf, gesteuert. Beide starben bei dem Absturz.
Kirschstein wurde auf dem deutschen Soldatenfriedhof Laon-Bousson auf dem Gebiet der Gemeinde Laon im Département Aisne beigesetzt.

## Auszeichnungen
- Preußisches Militär-Flugzeugführer-Abzeichen
- Eisernes Kreuz (1917) II. und I. Klasse
- Pour le Mérite

## Posthume Ehrungen
Das Verkehrsflugzeug Junkers Ju 52, besser bekannt als Tante Ju, mit der Werknummer 7220, aus dem Junkers-Zweigwerk Bernburg, wurde von der Lufthansa 1941 als D-AZAW „Hans Kirschstein“ in Dienst gestellt. Bereits nach einer Woche ging dieses an die spanische Fluggesellschaft Iberia. Ab 1942 flog sie für die spanischen Luftwaffe. Eine Zeit lang wurde sie auf Verbindungsflüge zwischen Berlin und den Standorten der spanischen Freiwilligengruppe Blaue Division eingesetzt. 1963 wurde die Maschine bei der spanischen Luftwaffe außer Dienst gestellt und im Jahr 1965 an Deutschland übergeben. Heute wird sie in der Luft- und Raumfahrtausstellung des Deutschen Technikmuseums Berlin ausgestellt.